# Harry Armini
Harry Armini, född den 9 januari 1885 i Örgryte, Göteborgs och Bohus län, död 24 oktober 1957 i Oscar Fredriks församling i Göteborg, var en svensk klassisk filolog och skolman.
Armini blev filosofie kandidat vid Göteborgs högskola 1910, filosofie magister 1912, filosofie licentiat 1915 och filosofie doktor 1916. Han blev lektor i latin och grekiska i Vänersborg 1917 och vid högre allmänna läroverket för flickor i Göteborg 1932. År 1919 blev han docent i latinska språket och litteraturen vid Göteborgs högskola, där han var tillförordnad professor 1923, 1931, 1936 och 1937. Armini invaldes som ledamot av Kungliga Vetenskaps- och Vitterhetssamhället i Göteborg 1933. Bland hans arbeten märks Sepulcralia latina (1916) och uppsatser i vetenskapliga tidskrifter. Hans översättning av Ovidius Metamorfoser utgavs postumt 1969 av Tönnes Kleberg. År 2013 utkom översättningen för första gången i pocket, med Bror Olssons mytologiska register och ett nyskrivet förord av Daniel Möller. Harry Armini är begravd på Örgryte nya kyrkogård.